# Eram

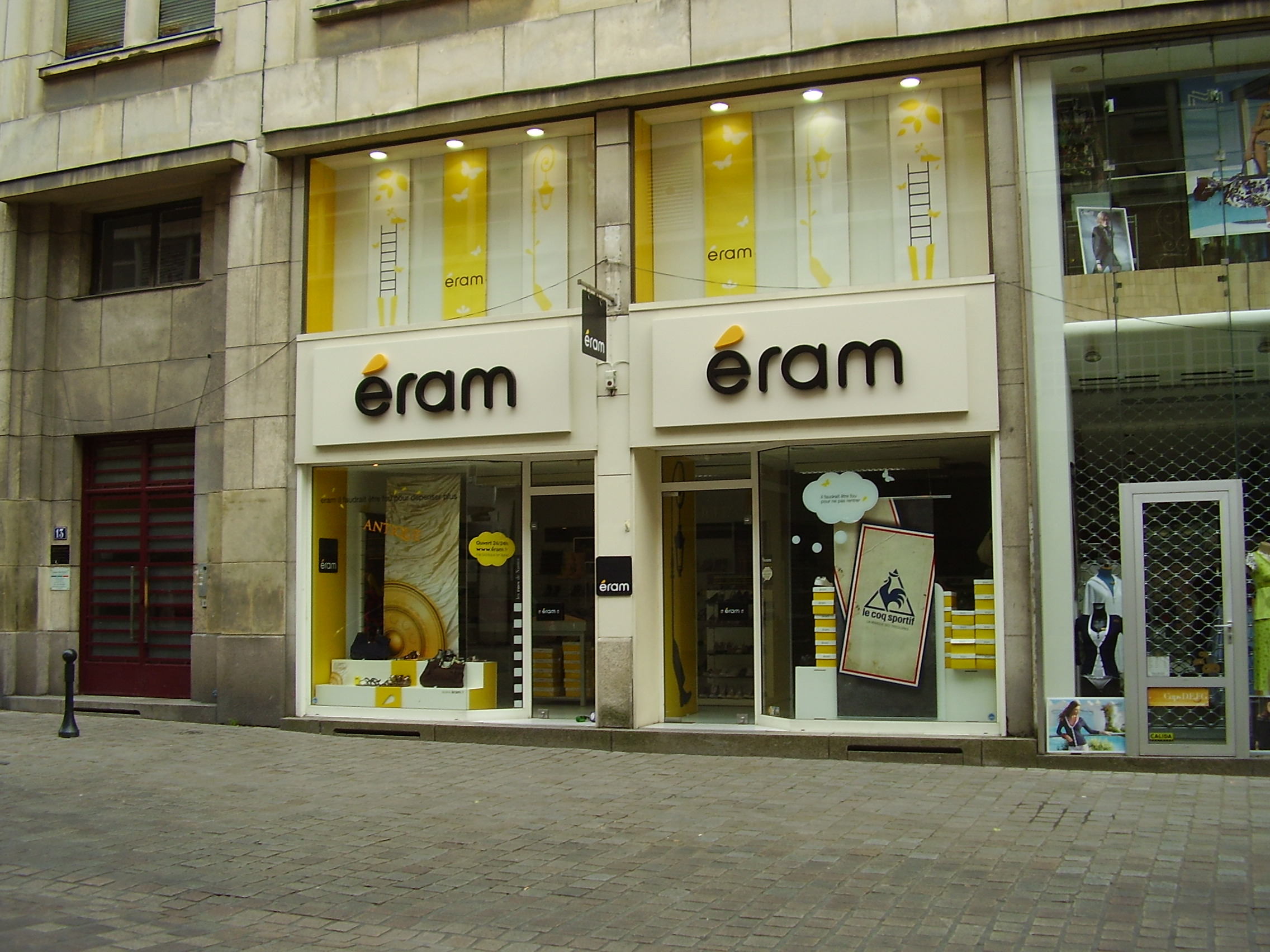
Tienda Éram, Nantes

Éram es una marca y empresa de distribución francesa especializada en calzado y ropa. La oficina central está situada en Saint-Pierre-Montlimart, cerca de Cholet (ciudad en Francia) en la región de Maine y Loira, y forma parte del Grupo Éram .

## Historial
La empresa fue fundada por Albert-René Biotteau (1898-1985), bajo el nombre “ Etablissements de Biotteau-Guéry ". La marca " Eram » fue creada en 1932 a partir de los nombres del Sr. Biotteau (“ Er » para René ) y su esposa (“ Am » para Marie -Josèphe). En 1942 se adquirió una primera tienda en París.
En 1932 se creó la marca de zapatos Éram.
En 1942 se dan los primeros pasos en la distribución.
En 1954, la empresa inventó un proceso para fabricar suelas de plástico, llamado “ Plastifor ". Luego multiplicó el número de fábricas y poco después se lanzó a la exportación.
En 1955, Éram multiplicó el establecimiento de fábricas y, paralelamente, las actividades de producción y distribución.
En 1969, Gérard Biotteau, hijo del fundador, introduce a la empresa en la fórmula de franquicia entre los minoristas. Las tiendas Éram se multiplican en el norte de Europa y Portugal . Gérard Biotteau asumió la presidencia del grupo en 1971, cuando éste se había convertido en el primer productor francés de calzado.
En 1979, la marca Éram invirtió masivamente en publicidad, esto permitió la afirmación de la marca a nivel nacional y fue la saga Éram la que permanece en la memoria de todos.
En 1991 nació una nueva marca de bajo coste, Gémo, nombre creado a partir de los nombres de Gérard Biotteau y su esposa ( Gé rard y Si mo ne).
El grupo Éram se formó en 1992.
En 1998, Xavier Biotteau, hijo de Gérard, asumió la dirección de la empresa.
En 2014, el grupo Éram desarrolló una formación destinada al diseño de calzado. Tras la disminución del personal y de las ventas, el grupo de Cholet decidió perpetuar su saber hacer formando a unas sesenta personas en el arte del calzado.
En 2017, tras sufrir pérdidas financieras, Éram anunció el cese de sus actividades en Bélgica.
Al cierre de diciembre 2018, la empresa contaba con 217 establecimientos (puntos de venta y almacenes). 
En 2023, la marca creó Eram & Cía, un concepto de tienda multimarca instalada en parques comerciales . El primero se inaugura en Salaise sur Sanne (38) en marzo.